# Demonax masatakai
Demonax masatakai är en skalbaggsart som beskrevs av Nobuo Ohbayashi 1964. Demonax masatakai ingår i släktet Demonax och familjen långhorningar. Inga underarter finns listade i Catalogue of Life.